# João José da Graça
João José da Graça (Horta, 15 de Abril de 1836 — Horta, 14 de Setembro de 1893), publicista, professor, advogado e político açoriano, introdutor da imprensa na ilha do Faial e editor dos primeiros jornais publicados naquela ilha.

## Biografia
João José da Graça nasceu na Horta a 15 de Abril de 1836, filho de João José da Graça, um náutico localmente muito conhecido, e de Rosa D. da Graça.
Dotado de rara inteligência e muito afeiçoado aos livros, cedo começou a evidenciar-se como intelectual e pessoa voltada para o estudo. Com pouco mais de dezassete anos, na sua casa da Rua do Arco, já leccionava francês e inglês pelo método de Ollendorff, que aperfeiçoou e, depois, como professor do Liceu, sempre usou.
Ultrapassando as velhas fórmulas do ensino de línguas, adquiriu notoriedade, iniciando a sua vida como professor particular. Os alunos apareciam-lhe em barda, a ponto de ter que procurar casa mais ampla. Espírito irrequieto e atento ao que se passava no mundo, decidiu empreender a tarefa, então aparentemente impossível, de introduzir a imprensa na ilha do Faial.

### A introdução da imprensa no Faial

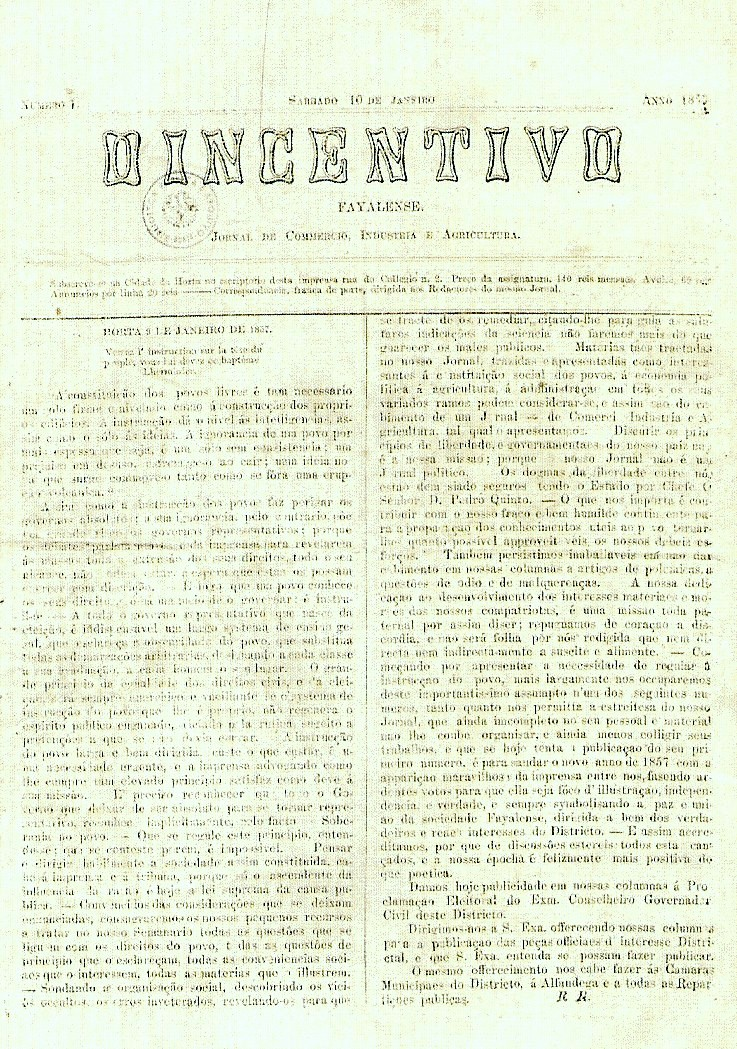
Primeira edição do Incentivo Fayalense, o primeiro jornal publicado na ilha do Faial.

A sua ideia era publicar um jornal e para isso, em combinação com um amigo, em 1856, foi aos Estados Unidos, de onde regressou em Maio do mesmo ano, trazendo para a Horta uma máquina de impressão.
A iniciativa do jovem Graça assustou os senhores da terra, habituados, desde época imemorial, à intangibilidade pública de todos os seus actos. O amigo, e sócio capitalista, intimidou-se. A máquina aterradora ficou muda, dentro dos caixotes da viagem.
João José da Graça, tornado uma espécie de revolucionário, discutido por todos, uns admirando-o, outros desancando-o, ao ver que a tentativa empeçava, deixou o amigo apegado ao medo e tratou de arranjar um segundo prelo.
Veio este novo prelo também da América (Boston) mas agora em melhor comandita, porque auxiliado pelo governador civil do distrito, Luís Teixeira de Sampaio.
À falta de tipógrafo habilitado, foi João José da Graça que em breve o pôs em funcionamento, guiando-se por um manual explicativo da maneira de compor e imprimir. Também faltaram algumas letras gradas, para títulos, o que, uma vez mais, não constituiu tropeço porque as mandou fundir, mesmo na Horta, por um hábil artista local.
Tudo remediado, foi montada a tipografia na loja do prédio n.º 3 da actual Rua Ernesto Rebelo, iniciando aí os trabalhos tipográficos preparatórios para lançamento do jornal.
Enfim, após luta tenaz, numa pertinácia sem limites, João José da Graça lançou a público, em 10 de Janeiro de 1857, o primeiro número de um periódico noticioso e literário intitulado O Incentivo.
O jornal, porém, passou insensivelmente de literário e noticioso a político, começando a intrometer-se nos assuntos da vida política, comentando-os e criticando-os. Contudo, face da lei então vigente, qualquer jornal que inserisse nas suas colunas matéria de carácter político devia habilitar-se com uma fiança de 2.000$000 réis, ou hipoteca do mesmo valor em bens de raiz, obrigação que O Incentivo não satisfazia. Desse incumprimento, e da grande animosidade que a governança local nutria contra o jornal, resultou em Abril de 1858 a suspensão do periódico e a condenação do redactor na pena de seis meses de prisão e 200$000 réis de multa.
Os influentes locais exultaram com o fim do jornal, mas pelas esquinas apareceram versos satíricos endereçados aos grandes da governança, não escapando às alfinetadas os membros da vereação. Eram anónimos, está bem de ver, mas como Graça estava na berlinda, logo lhe atribuíram, ao que parece injustamente, a autoria.
João José da Graça não se deixou intimidar e daí a cinco meses, ainda na prisão, redigia secretamente outra folha, aptamente denominada a A Torcida, de leitura cáustica como nunca tivera O Incentivo.

### Exílio em Lisboa
Face à hostilidade criada à sua volta, ausentou-se com a família para Lisboa, à procura de ocupação. Lá relacionou-se com António Feliciano de Castilho, com o qual se manteria em contacto o resto da vida.
De Lisboa foi até Vila Franca de Xira onde obteve o lugar de advogado de provisão, iniciando uma actividade forense que depois transferiria para o Faial.
A hostilidade era tal que, quando João José da Graça, de Lisboa requereu à Câmara atestado de comportamento, que necessitava para documentar uma pretensão oficial, obteve o seguinte despacho: "Acordam em vereação, etc. …Que a conducta do suplicante não foi regular e conforme um bom cidadão. Horta, 11 de Janeiro de 1860. O Presidente Mariz Sarmento, Lacerda, Nobrega, Silveira".

### Regresso à Horta e passagem por Angra
João José da Graça apenas regressou à Horta em Maio de 1860, reiniciando a sua actividade como publicista e retomando a colaboração com diversos jornais açorianos.
Retomou a ideia de publicar um jornal e a 23 de Janeiro de 1862 lança a público a folha semanal O Atlântico, que deixou meses depois, trespassando a propriedade da tipografia e periódico ao doutor Manuel Francisco de Medeiros, para ir residir em Angra, onde se entregou ao ensino e redigiu os jornais A Terceira, O Eco Açoreano e o Eco Agrícola.
De Angra passou em Maio de 1866 à ilha Graciosa, onde permaneceu até finais do ano seguinte. Durante esse período publicou naquela ilha o semanário O Futuro, jornal político, o primeiro que ali existiu, o que faz também João José da Graça o introdutor da imprensa na ilha.
Em 1867 regressa definitivamente ao Faial, provido agora na regência da cadeira das línguas francesa e inglesa do Liceu da Horta.
Daí a meses estava já a redigir um novo jornal de feição política, A Palavra. E pelos anos adiante, sempre activo, deitou a público mais as seguintes gazetas: Correio da Horta (dedicado à instrução), O Observador (independente), A Verdade (político), Pôrto Franco, Vida Nova (literário) e A Regeneração (político).

### Actividade política
Exerceu, por diferentes vezes, funções directivas de importância, designadamente como presidente do Município da Horta, onde a sua acção foi marcante: remodelando os serviços e equilibrando as finanças, lançou a Câmara no bom caminho, rejuvenescida nas suas fontes de receita, que ele próprio desde logo utilizou na realização de vários e importantes melhoramentos.
Aprovou diversos subsídios para as escolas nocturnas do concelho e para a melhoria da rede escolar, demonstrando grande empenho na causa da educação popular.

### A carreira docente
Foi nomeado professor provisório de francês e inglês do Liceu da Horta por Decreto de 27 de Junho de 1867, passando a professor de nomeação definitiva em 1880.
Foi reitor do Liceu da Horta nos anos de 1892 e 1893.
João José da Graça faleceu na cidade da Horta a 14 de Setembro de 1893.

### Jornais editados
João José da Graça foi editor dos seguintes periódicos:
- O Incentivo, o primeiro jornal que se publicou na ilha do Faial. Publicou-se de 10 de Janeiro de 1857 a 20 de Abril de 1858;
- A Horta, publicado de 25 de Maio de 1862 até meados de 1863;
- O Atlântico, com publicação iniciada a 23 de Janeiro de 1862. João José da Graça editou os primeiros 22 números. A partir de 1872 passou este jornal a ser o órgão do partido separatista no Faial;
- O Eco Açoreano, de Angra do Heroísmo, de 16 de Março a 5 de Novembro de 1863;
- Eco Agrícola, de Angra do Heroísmo, de 23 de Janeiro a 17 de Março de 1864;
- A Palavra, semanário político e literário da Horta, editado de 19 de Janeiro de 1868 a Setembro de 1869;
- Correio da Horta, semanário faialense, de 7 de Outubro de 1869 a 1 de Janeiro de 1871;
- O Tribuno, semanário de defesa das classes desprotegidas, de 15 de Julho de 1871 a 15 de Dezembro de 1872;
- A Verdade, de 1 de Outubro de 1874 a 16 de Outubro de 1875;
- O Observador, de 22 de Janeiro a 20 de Julho de 1874;
- A Regeneração, órgão do Partido Regenerador, em 1880;
- O Futuro, na Graciosa, onde foi o primeiro que existiu. Publicou-se de 15 de Fevereiro de 1866 a Setembro de 1867.

### Obras publicadas
Deixou impressos numerosos trabalhos de natureza didáctica e política, incluindo alguns referentes à Maçonaria, de que era membro. Foram muitos os compêndios de ensino que produziu, provavelmente os primeiros livros deste tipo editados nos Açores. Uma obra interessante é a dissertação de carácter teológico denominada a A existência de Deus, onde utiliza argumentos que hoje podem ser enquadrados no moderno criacionismo (na versão intelligent design).
São as seguintes as suas obras mais importantes:
- O método de Ollendorff para aprender inglês, Horta, 1858;
- Novo método para aprender inglês pelo sistema de Ollendorff, Angra do Heroísmo, 1860;
- As primeiras letras (variante do Método Castilho), Horta, 1865 e 1870;
- Discurso sobre a Maçonaria (na instalação da Loja Democracia e Tolerância no Vale de Angra do Heroísmo), Angra do Heroísmo, 1865.
- Discurso na sessão do banquete da R. Loja Democracia e Tolerância, de Angra do Heroísmo (pronunciado a 12 de Maio de 1866, aquando da sua despedida para a Graciosa), Angra do Heroísmo, 1866;
- Elementos de Gramática Francesa (aprovado pela Junta de Instrução Pública para uso liceal por despacho publicado no Diário do Governo, n.º 64, de 22 de Março de 1870), Horta, 1869;
- Aritmética oral e escrita, Horta, 1870;
- Elementos de Gramática Inglesa, Horta, 1870;
- Defesa dos crimes de envenenamento e de bigamia julgados na Horta em 1877, Horta, 1877 (João José da Graça foi o advogado dos acusados);
- A existência de Deus, Lisboa, 1877;
- Prefácio da poesia de R. Barcia, O Tejo, traduzida por Augusto Bulcão, Horta, 1877;
- Exposição Açoriana, Ponta Delgada (inserto na Persuasão, n.º 106), 1877;
- Necrológio do reverendo Dr. António da Terra Pinheiro, Atlântico n.º 18, 1878.